# Bukdijk

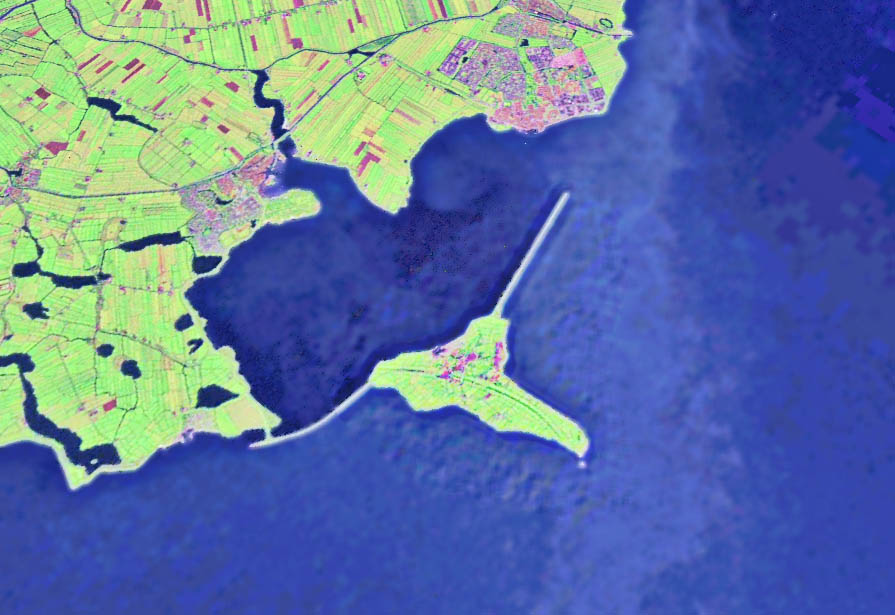
Marken met de Bukdijk

De Bukdijk is een ongeveer 2,5 kilometer lange dijk in de Nederlandse provincie Noord-Holland. De dijk loopt vanaf het noordelijkste punt van Marken in noordnoordoostelijke richting het Markermeer in. Deze dijk was oorspronkelijk bedoeld als onderdeel van de inpoldering van de Markerwaard, een plan dat uiteindelijk niet is gerealiseerd. Tegenwoordig is de Bukdijk een geliefde wandelroute en biedt het uitzicht over de Gouwzee en het Markermeer.
In het voorjaar van 1941 is begonnen met de aanleg van de Bukdijk, maar de aanleg werd in 1943 gestaakt.